# Vermillion (Minnesota)
Vermillion es una ciudad ubicada en el condado de Dakota en el estado estadounidense de Minnesota. En el Censo de 2010 tenía una población de 419 habitantes y una densidad poblacional de 166,95 personas por km².

## Geografía
Se encuentra ubicada en las coordenadas 44°40′11″N 92°57′48″O / 44.66972, -92.96333. Según la Oficina del Censo de los Estados Unidos, tiene una superficie total de 2.51 km², de la cual 2.49 km² corresponden a tierra firme y (0.93%) 0.02 km² es agua.

## Demografía
Según el censo de 2010, había 419 personas residiendo en Vermillion. La densidad de población era de 166,95 hab./km². De los 419 habitantes, Vermillion estaba compuesto por el 96.42% blancos, el 0.24% eran afroamericanos, el 0% eran amerindios, el 1.43% eran asiáticos, el 0% eran isleños del Pacífico, el 0% eran de otras razas y el 1.91% pertenecían a dos o más razas. Del total de la población el 0.24% eran hispanos o latinos de cualquier raza.